# Termorregulación de los mamíferos

## Producción y regulación de la temperatura corporal
Los mamíferos son animales endotérmicos, es decir, son capaces de producir por sí mismos el calor necesario para que las funciones orgánicas puedan llevarse a cabo sin depender de las condiciones ambientales como ocurre con los reptiles, que han de obtener esta energía de fuentes externas como el sol (ectotermia). 
Pero además, junto con las aves, son los únicos animales capaces de regular la temperatura de su organismo. El mecanismo de regulación de temperatura corporal, conocido como homeotermia, está mucho más desarrollado en los mamíferos, especialmente en aquellos taxones que han sido sometidos a una mayor presión evolutiva. Así los monotremas, como la mayor parte de las aves, solo son capaces de conseguirlo relativamente.
La temperatura normal de cada mamífero se mantiene dentro de un rango más o menos estable y que por norma general se halla entre los 36 y 41 °C. Y para conseguir esta estabilidad, los mamíferos se sirven de dos complejos mecanismos: - la regulación de los movimientos musculares involuntarios. - la activación y desactivación de los distintos procesos metabólicos en la medida que lo necesitan.
Los mamíferos tienen la capacidad de producir movimientos involuntarios de los músculos que elevan la temperatura corporal desencadenando además procesos metabólicos que contribuyen a tal ascenso. 
En el hipotálamo existe un centro termorregulador que da las órdenes oportunas al organismo, no solo para elevar la temperatura ante condiciones ambientales frías, sino para descenderla si en el medio las temperaturas son excesivas. Así, además de desencadenar los mecanismos de temblor muscular o de erección del pelo que incrementa la capacidad aislante del mismo, y regular los niveles de actividad metabólica oportunos en cada momento, regula otros mecanismos que tienen como fin los efectos contrarios.
La respiración tiene lugar con el consiguiente intercambio de gases, incluido vapor de agua que desciende la temperatura interna del organismo. Es por esto que a medida que aumenta la temperatura la respiración se hace más rápida, permitiendo el mayor intercambio de gases y descendiendo la temperatura al mismo tiempo que se ventila la sangre. 
Este mismo efecto tiene la vasodilatación de los capilares periféricos que tiene lugar cuando aumenta la temperatura ambiental. Estos mecanismos se ven reforzados con la sudoración que elimina agua del organismo depositándola en su superficie a la misma temperatura que el organismo. Esta agua acabará evaporándose con el consecuente enfriamiento de la piel y la sangre abundante que circula por los capilares dérmicos.
En los casos extremos en los que estos mecanismos no son suficientes, determinadas especies animales recurren a procesos fisiológicos complejos que conducen al aletargamiento del animal. El metabolismo se ralentiza y los fenómenos de respiración, pulso y ritmo cardíaco disminuyen hasta casi desaparecer. Estos fenómenos letárgicos se producen en condiciones climatológicas extremadamente adversas como los inviernos polares o los veranos en determinadas zonas desérticas del planeta y se conocen respectivamente como hibernación y estivación. Cuando las temperaturas ambientales se van volviendo tolerables, los animales recuperan lentamente su estado habitual y se normalizan todas las funciones animales.
Las especies de menor envergadura tienen mayores problemas para conseguir mantener la temperatura constante, ya que la relación entre la superficie corporal y el volumen es mucho mayor que en animales de mayor tamaño, por lo que la pérdida de calor será considerablemente mayor. Este problema es contrarrestado, por un lado con una hiperactividad capaz de generar calor abundante, y por otro aumentando el aporte energético por medio de los alimentos, tanto en cantidad como en calidad de los mismos. Pero la alimentación rica y copiosa no sería suficiente si estos animales no fuesen capaces de digerirla y absorber los nutrientes de forma urgente, por lo que a diferencia de los animales grandes, que tienen lentas digestiones, los pequeños mamíferos son capaces de asimilar de forma casi inmediata los nutrientes aportados por los alimentos.
Los animales que habitan aguas frías corren el riesgo de perder rápidamente la temperatura corporal. La densa capa de grasa subcutánea de todos ellos y el tupido y denso pelaje de muchas de las especies actúan de aislante térmico de manera muy efectiva. También la morfología corporal de estos animales tiende a reducir la superficie total, de tal manera que disminuye la pérdida de calor.